# Anssi Kela

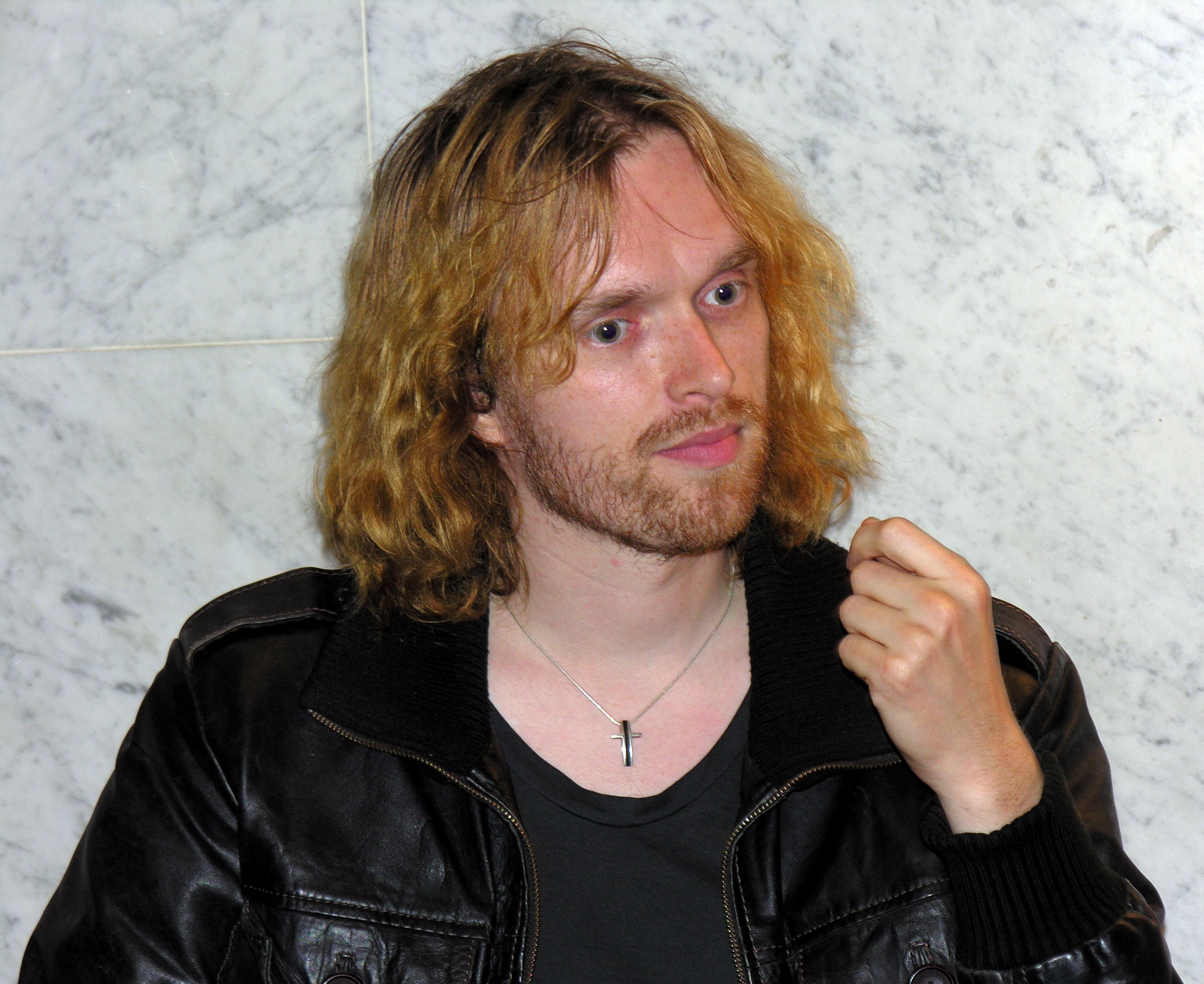
Anssi Kela im August 2008

Anssi Matias Kela (* 29. Juli 1972 in Kerava) ist ein finnischer Sänger und Songschreiber. Vor seiner Solokarriere war er Sänger und Bassist der Band Pekka ja Susi.

## Leben und Wirken
Im Jahr 2000 machte Kela mit seiner Single Mikan faijan BMW auf sich aufmerksam. 2001 veröffentlichte er mit Kaksi sisarta, Nummela und Puistossa gleich drei weitere in den Charts platzierte Singles.
Das Album Nummela, welches sich über 150.000 Mal verkaufte, wurde mit 3-fach mit Platin ausgezeichnet.

## Diskografie

### Alben
| Jahr | Titel             | Höchstplatzierung, Gesamtwochen, AuszeichnungChartsChartplatzierungen (Jahr, Titel, Platzierungen, Wochen, Auszeichnungen, Anmerkungen) | Anmerkungen                              |
| Jahr | Titel             | FI | Anmerkungen                              |
| ---- | ----------------- | --- | ---------------------------------------- |
| 2001 | Nummela           | FI1 ×3Dreifachplatin · (59 Wo.)FI |                                          |
| 2003 | Suuria kuvioita   | FI1 Platin · (15 Wo.)FI |                                          |
| 2005 | Rakkaus on murhaa | FI4 Gold · (5 Wo.)FI |                                          |
| 2009 | Aukio             | FI4 (4 Wo.)FI | Erstveröffentlichung: 3. September 2009  |
| 2010 | Singlet 2000–2010 | FI21 (3 Wo.)FI | Erstveröffentlichung: 22. März 2010      |
| 2013 | Anssi Kela        | FI2 (15 Wo.)FI | Erstveröffentlichung: 22. März 2013      |
| 2015 | Nostalgiaa        | FI3 (8 Wo.)FI | Erstveröffentlichung: 15. Mai 2015       |
| 2016 | Parasta aikaa     | FI21 (1 Wo.)FI | Erstveröffentlichung: 1. Dezember 2016   |
| 2018 | Ääriviivoja       | FI4 (5 Wo.)FI | Erstveröffentlichung: 21. September 2018 |

### Singles
| Jahr | Titel Album                            | Höchstplatzierung, Gesamtwochen, AuszeichnungChartsChartplatzierungen (Jahr, Titel, Album, Platzierungen, Wochen, Auszeichnungen, Anmerkungen) | Anmerkungen                             |
| Jahr | Titel Album                            | FI | Anmerkungen                             |
| ---- | -------------------------------------- | --- | --------------------------------------- |
| 2001 | Puistossa Nummela                      | FI18 (1 Wo.)FI |                                         |
| 2001 | Milla Nummela                          | FI1 Platin · (14 Wo.)FI |                                         |
| 2003 | Suuria kuvioita                        | FI9 (1 Wo.)FI |                                         |
| 2009 | Aamu Aukio                             | FI2 (2 Wo.)FI |                                         |
| 2013 | Levoton tyttö Anssi Kela               | FI7 (9 Wo.)FI |                                         |
| 2015 | 2080-Luvulla Vai elämää - kausi 4 ilta | FI16 (1 Wo.)FI |                                         |
| 2015 | Petri ruusunen Parasta aikaa           | FI8 (3 Wo.)FI | Erstveröffentlichung: 17. Dezember 2015 |

Weitere Singles
- Mikan faijan BMW (2000)
- Kaksi sisarta (2001)
- Nummela (2001)
- 1972 (2003)
- Laulu petetyille (2003)
- Karhusaari (2005)
- Jennifer Aniston (2005)
- Älä mene pois (2005)
- Rakkaus on murhaa (2006)
- Suomalainen (2007)
- Kaivos (2009)
- Nolla (2010)
- Miten sydämet toimii? (2013)
- Maitohapoilla (2013)
- Palava silta (2013)
- Nostalgiaa (2015)
- Tanssilattialla (2015)
- Musta tuntuu multa (2016)
- Mä haluun viihdyttää (2017)
- R-A-K-A-S (2017)
- Rappiolla (2017)
- Minä olen muistanut (2017)
- Sininen ja valkoinen (2017)
- Fiilaten ja höyläten (2017)
- Hetki lyö (2017)
- Rakkaus upottaa (2017)
- Ilves (2018)
- Jotain on poissa (2018)
- Ilves (feat. EMO Ensemble) (2019)
- Miljoona volttii (2019)
- Hyppy sumuun (2020)